# Kerria
Kerria (Kerria japonica)  är en art i familjen rosväxter och förekommer naturligt i centrala och östra Kina, samt i Japan. Arten är den enda i släktet. Den odlas som trädgårdsväxt i Sverige och då vanligen som den fylldblommiga sorten 'Pleniflora'.

## Sorter
- 'Golden Guinea' - är fylldblommig med extra stora, till 5 cm vida blommor under en lång period.
- 'Kin Kan' (Syn. 'Aureovittata') - har gula stammar med smala gröna strimmor.
- 'Pleniflora' - fylld kerria är fylldblommig med orangegula blommor. Den blir högre (250 cm) och har vanligen mer upprätt växtsätt.
- 'Picta' ('Albomarginata', 'Variegata') - vitbrokig kerria, har blad med smal vit kant. Sorten blommar sämre än grönbladiga sorter och blir upp till 140 cm.

- 'Shannon' - är en starkväxande sort som blir upp till 180 cm. Blommorna är större och slår ut tidigare på säsongen.

## Synonymer
- Corchorus japonic-flore-pleno Andrews = 'Pleniflora'
- Corchorus japonicus (L.) Thunb.
- Kerria japonica f. plena C.K.Schneid. = 'Pleniflora'
- Kerria japonica f. pleniflora (Witte) Rehder = 'Pleniflora'
- Kerria japonica f. semiplena Hayashi
- Kerria japonica f. typica Nakai
- Kerria japonica var. floribus-plenis Siebold & Zucc. = 'Pleniflora'
- Kerria japonica var. plena Makino = 'Pleniflora'
- Kerria japonica var. pleniflora Witte = 'Pleniflora'
- Kerria japonica var. typica Makino
- Kerria tetrapetala Siebold
- Rubus japonicus L.